# Metabelbella golosovae
Metabelbella golosovae är en kvalsterart som först beskrevs av Ljaschev och Tolstikov 1993.  Metabelbella golosovae ingår i släktet Metabelbella och familjen Damaeidae. Inga underarter finns listade i Catalogue of Life.